# Boubacar Fofana (calciatore 1998)
Boubacar Fofana (Parigi, 7 settembre 1998) è un calciatore francese, attaccante del Sochaux.

## Biografia
Nato in Francia, ha origini maliane.

## Carriera
Inizia a giocare nelle giovanili del Champs-sur-Marne e successivamente in quelle di Bastia e Torcy. Nel 2017 firma il suo primo contratto da calciatore con l'Épinal, in quarta divisione. Il 14 gennaio 2019 viene acquistato dall'Olympique Lione, firmando un contratto quadriennale, che lo gira subito in prestito al Gazélec Ajaccio, in seconda divisione.
Il 23 aprile 2019 esordisce con la maglia del Gazélec Ajaccio, in occasione dell'incontro di Ligue 2 pareggiato per 1-1 con il Niort.

## Statistiche

### Presenze e reti nei club
Statistiche aggiornate al 24 luglio 2022.
| Stagione                 | Squadra                  | Campionato               | Campionato | Campionato | Coppe nazionali | Coppe nazionali | Coppe nazionali | Coppe continentali | Coppe continentali | Coppe continentali | Altre coppe | Altre coppe | Altre coppe | Totale | Totale |
| Stagione                 | Squadra                  | Comp                     | Pres       | Reti       | Comp            | Pres            | Reti            | Comp               | Pres               | Reti               | Comp        | Pres        | Reti        | Pres   | Reti   |
| ------------------------ | ------------------------ | ------------------------ | ---------- | ---------- | --------------- | --------------- | --------------- | ------------------ | ------------------ | ------------------ | ----------- | ----------- | ----------- | ------ | ------ |
| 2017-2018                | Épinal                   | N2                       | 20         | 1          | CF              | 3               | 1               |                    | -                  | -                  |             | -           | -           | 23     | 2      |
| 2018-gen. 2019           | Saint-Priest             | N2                       | 14         | 5          |                 | -               | -               |                    | -                  | -                  |             | -           | -           | 14     | 5      |
| gen.-giu. 2019           | Gazélec Ajaccio          | L2                       | 2+1        | 0          | CF+CdL          | -               | -               |                    | -                  | -                  |             | -           | -           | 3      | 0      |
| 2019-2020                | Olympique Lione 2        | N2                       | 9          | 1          |                 | -               | -               |                    | -                  | -                  |             | -           | -           | 9      | 1      |
| ago.-set. 2020           | Olympique Lione 2        | N2                       | 3          | 1          |                 | -               | -               |                    | -                  | -                  |             | -           | -           | 3      | 1      |
| Totale Olympique Lione 2 | Totale Olympique Lione 2 | Totale Olympique Lione 2 | 12         | 2          |                 | -               | -               |                    | -                  | -                  |             | -           | -           | 12     | 2      |
| 2020-2021                | Servette                 | ASL                      | 23         | 6          | CS              | 2               | 0               |                    | -                  | -                  |             | -           | -           | 25     | 6      |
| 2021-2022                | Servette                 | ASL                      | 0          | 0          | CS              | 0               | 0               | UECL               | 0                  | 0                  |             | -           | -           | 0      | 0      |
| 2022-2023                | Servette                 | ASL                      | 2          | 0          | CS              | 0               | 0               |                    | -                  | -                  |             | -           | -           | 2      | 0      |
| Totale Servette          | Totale Servette          | Totale Servette          | 25         | 6          |                 | 2               | 0               |                    | 0                  | 0                  |             | -           | -           | 27     | 6      |
| Totale carriera          | Totale carriera          | Totale carriera          | 74         | 14         |                 | 5               | 1               |                    | 0                  | 0                  |             | -           | -           | 79     | 15     |